# Sonam Kapoor
Sonam Kapoor (hindi: सोनम कपूर), född 9 juni 1985 i förorten Chembur i Bombay, är en indisk skådespelare verksam i Bollywood. Hon debuterade i filmen Saawariya. Filmen blev ingen succé, men hon fick positiv kritik för sin roll. Sonam Kapoor är dotter till Anil Kapoor. Hennes fars familj är ursprungligen från Afghanistan.
Sonam Kapoor spelade Naina Briganza i filmen Players från 2012.